# Gran Premio di superbike dell'Hungaroring 1988
Il Gran Premio di superbike dell'Hungaroring 1988 è stato la seconda prova del mondiale superbike del 1988.

## Resoconto
Fonte 
La seconda prova del mondiale Superbike del 1988 si corse il 30 aprile sul circuito dell'Hungaroring. Nella stesura iniziale del calendario la seconda prova doveva svolgersi il 9 aprile sul circuito di Imola, ma la cancellazione del GP in Italia ha generato l'avanzamento del GP ungherese a seconda prova stagionale. Come già chiarito dalla FIM al termine del GP di Donington, a partire da questo GP i punti vengono assegnati alle singole gare e non più alla gara combinata con sommatoria dei tempi delle due gare (metodo usato al GP di Donington).
Al GP si iscrissero oltre sessanta piloti, che si presentarono tutti quanti alle prove di qualificazione (a differenza di Donington dove alle qualifiche si presentarono 45 piloti) costringendo gli organizzatori a dividere i turni delle prove tra piloti con numero di gara dispari e piloti con numero pari, per evitare l'eccessiva pericolosità di avere un elevato numero di piloti contemporaneamente in pista. La pole è stata realizzata da Davide Tardozzi, come da regolamento del campionato possono essere 40 i piloti schierabili in griglia di partenza, pertanto sono 24 i piloti a non qualificarsi.
La prima gara viene vinta da Fred Merkel con la Honda RC30 del team RCM, con i due piloti del team Bimota SpA a completare il podio, con Tardozzi secondo e Stéphane Mertens terzo.
Gara due vede invece tagliare per primo il traguardo la Kawasaki GPX750 del pilota francese Adrien Morillas, con i piloti del team Bimota SpA che si confermano sul podio, invertendo però le posizioni rispetto gara uno, con il belga Mertens che sopravanza il compagno di squadra Tardozzi.
Proprio in chiusura della seconda gara, la Bimota presentò reclamo contro Morillas, contestando la regolarità di alcuni particolari della moto del pilota francese. La giuria internazionale respinse l'esposto della casa italiana e convalidò ugualmente il risultato in gara di Morillas, in quanto non erano presenti in Ungheria le schede di omologazione di tutte le motociclette, pertanto, vista l'impossibilità di confutare l'irregolarità, rigettarono il ricorso della Bimota, nonostante lo stesso Morillas ammise le modifiche contestategli.
Al termine di questo GP è lo statunitense Merkel a prendere la testa della classifica mondiale con 32,5 punti, con Marco Lucchinelli che scende in seconda posizione con 23,5 punti (il pilota italiano della Ducati racimola solo 3,5 punti in queste due gare in Ungheria) e Fabrizio Pirovano (mai a podio ma sempre a punti nelle gare fin qui corse) che si porta al terzo posto con 21,5 punti.

## Gara 1
Fonti 

### Arrivati al traguardo
| Pos. | Nº | Pilota                 | Squadra                       | Motocicletta    | Giri | Tempo     | Griglia | Punti |
| ---- | -- | ---------------------- | ----------------------------- | --------------- | ---- | --------- | ------- | ----- |
| 1º   | 73 | Fred Merkel            | RCM                           | Honda RC30      | 25   | 49:39.780 | 2º      | 10    |
| 2º   | 2  | Davide Tardozzi        | Bimota SpA                    | Bimota YB4      | 25   | +6.310    | 1º      | 8,5   |
| 3º   | 6  | Stéphane Mertens       | Bimota SpA                    | Bimota YB4      | 25   | +15.570   | 5º      | 7,5   |
| 4º   | 19 | Adrien Morillas        | Kawasaki France               | Kawasaki GPX750 | 25   | +16.130   | 6º      | 6,5   |
| 5º   | 83 | Fabrizio Pirovano      | Moto Club Carate Brianza      | Yamaha FZR750   | 25   | +30.260   | 9º      | 5,5   |
| 6º   | 3  | Joey Dunlop            | Shell Gemini Oil              | Honda RC30      | 25   | +36.010   | 11º     | 5     |
| 7º   | 90 | René Rasmussen         |                               | Suzuki GSX-R750 | 25   | +37.070   | 15º     | 4,5   |
| 8º   | 26 | Roger Burnett          | Honda Britain                 | Honda RC30      | 25   | +37.140   | 3º      | 4     |
| 9º   | 15 | Marco Lucchinelli      | Ducati Team Lucky             | Ducati 851      | 25   | +37.270   | 4º      | 3,5   |
| 10º  | 70 | Ernst Gschwender       | Suzuki Motor GmbH Deutschland | Suzuki GSX-R750 | 25   | +41.780   | 17º     | 3     |
| 11º  | 95 | Éric Delcamp           | Kawasaki France               | Kawasaki GPX750 | 25   | +41.830   | 7º      | 2,5   |
| 12º  | 21 | Paul Iddon             | Pee Jay Racing                | Bimota YB4      | 25   | +52.840   | 16º     | 2     |
| 13º  | 10 | Michael Galinski       | Mitsui Yamaha Racing          | Bimota YB4      | 25   | +56.610   | 12º     | 1,5   |
| 14º  | 8  | Jari Suhonen           | Arwidson Racing               | Yamaha FZR750   | 25   | +1:05.780 | 8º      | 1     |
| 15º  | 22 | Andy McGladdery        |                               | Suzuki GSX-R750 | 25   | +1:09.030 | 13º     | 0,5   |
| 16º  | 4  | Mark Phillips          | Loctite Yamaha                | Bimota YB4      | 25   | +1:16.850 | 10º     |       |
| 17º  | 69 | Bernd Caspers          | Suzuki Motor GmbH Deutschland | Suzuki GSX-R750 | 25   | +1:16.980 | 19º     |       |
| 18º  | 7  | Anders Andersson       | Suzuki Sweden                 | Suzuki GSX-R750 | 25   | +1:18.220 | 30º     |       |
| 19º  | 31 | Steve Williams         | Fowler Yamaha DTR             | Bimota YB4      | 25   | +1:18.840 | 18º     |       |
| 20º  | 46 | Jean-Louis Guignabodet |                               | Honda RC30      | 25   | +1:20.010 | 21º     |       |
| 21º  | 5  | Peter Rubatto          | Hein Gericke                  | Bimota YB4      | 25   | +1:29.030 | 14º     |       |
| 22º  | 58 | Gianni Maran           | Speed Shadows Racing          | Bimota YB4      | 25   | +2:20.220 | 20º     |       |
| 23º  | 39 | Peter Sköld            |                               | Honda RC30      | 24   | +1 giro   | 26º     |       |
| 24º  | 88 | Dave Leach             |                               | Yamaha FZR750   | 24   | +1 giro   | 31º     |       |
| 25º  | 75 | Esko Kuparinen         |                               | Kawasaki GPX750 | 24   | +1 giro   | 24º     |       |
| 26º  | 23 | Robert Dunlop          | PJ O'Kane Racing              | Honda RC30      | 24   | +1 giro   | 22º     |       |
| 27º  | 63 | Ernst Riepl            | Jung Kawasaki                 | Kawasaki GPX750 | 24   | +1 giro   | 34º     |       |
| 28º  | 28 | Urs Portmann           |                               | Yamaha FZR750   | 24   | +1 giro   | 35º     |       |
| 29º  | 54 | Danilo Stocca          |                               | Yamaha FZR750   | 24   | +1 giro   | 29º     |       |
| 30º  | 12 | Árpád Harmati          | MAMS                          | Yamaha FZR750   | 24   | +1 giro   | 23º     |       |
| 31º  | 87 | Helmut Stichaller      | Honda Mautner                 | Honda RC30      | 24   | +1 giro   | 36º     |       |

### Ritirati
| Nº | Pilota            | Squadra              | Motocicletta    | Giri | Griglia |
| -- | ----------------- | -------------------- | --------------- | ---- | ------- |
| 33 | Mario Rubatto     |                      | Suzuki GSX-R750 | 23   | 28º     |
| 34 | Claudio Biesele   | Mitsui Yamaha Racing | Bimota YB4      | 18   | 27º     |
| 1  | Virginio Ferrari  | Moto Club Milano     | Honda RC30      | 11   | 32º     |
| 62 | Klaus Caspers     |                      | Suzuki GSX-R750 | 10   | 25º     |
| 50 | José Maria Pardo  | Gabi Competición     | Yamaha FZR750   | 6    | 33º     |
| 35 | Hans Wallnstorfer | MRSC Gunskirchen     | Suzuki GSX-R750 | 3    | 38º     |
| 30 | Dietmar Marehardt |                      | Bimota YB4      | 1    | 37º     |
| 94 | Manuel João       | Sagres Racing        | Suzuki GSX-R750 | 1    | 39º     |

### Non partito
| Nº | Pilota      | Squadra | Motocicletta  |
| -- | ----------- | ------- | ------------- |
| 14 | Árpád Juhos | MAMS    | Yamaha FZR750 |

### Non qualificati
| Nº  | Pilota             | Squadra                   | Motocicletta    |
| --- | ------------------ | ------------------------- | --------------- |
| 51  | Juan Cano          |                           | Yamaha FZR750   |
| 37  | Walter Oswald      |                           | Honda VFR750    |
| 64  | Karl-Heinz Riegl   | Freytag Racing            | Bimota YB4      |
| 9   | Peter Krummenacher | Frankonia Suzuki          | Suzuki GSX-R750 |
| 74  | Kimmo Kopra        |                           | Yamaha FZ750    |
| 85  | Dave Hill          |                           | Suzuki GSX-R750 |
| 16  | Keith Huewen       | Loctite Yamaha            | Bimota YB4      |
| 101 | Johann Parzer      |                           | Yamaha FZR750   |
| 40  | Asa Moyce          |                           | Kawasaki GPX750 |
| 53  | Pavol Dekánek      |                           | Suzuki GSX-R750 |
| 78  | Erik Mikael Rosman |                           | Suzuki GSX-R750 |
| 45  | August Weissner    |                           | Suzuki GSX-R750 |
| 66  | Anton Rechberger   | MSC-Rottenegg             | Suzuki GSX-R750 |
| 79  | Franz Mahringer    | MSC Rottenegg             | Suzuki GSX-R750 |
| 82  | Peter Häfner       | Davina                    | Bimota YB4      |
| 93  | José Pereira       |                           | Suzuki GSX-R750 |
| 36  | Johannes Westhoff  | MRC Weigelsdorf           | Suzuki GSX-R750 |
| 67  | Ralf Jochum        |                           | Suzuki GSX-R750 |
| 18  | Jeffry de Vries    | Racing Team Henk de Vries | Yamaha FZ750    |
| 44  | Gerhard Schwarz    |                           | Suzuki GSX-R750 |
| 52  | Harri Loponen      |                           | Suzuki GSX-R750 |
| 98  | Gyula Porkoláb     |                           | Yamaha FZ750    |
| 25  | Miroslav Škaro     |                           | Suzuki GSX-R750 |
| 99  | Gerhard Triebnig   |                           | Suzuki GSX-R750 |

## Gara 2
Fonti

### Arrivati al traguardo
| Pos. | Nº | Pilota                 | Squadra                       | Motocicletta    | Giri | Tempo           | Punti |
| ---- | -- | ---------------------- | ----------------------------- | --------------- | ---- | --------------- | ----- |
| 1º   | 19 | Adrien Morillas        | Kawasaki France               | Kawasaki GPX750 | 25   | 49min 38s 660ms | 10    |
| 2º   | 6  | Stéphane Mertens       | Bimota SpA                    | Bimota YB4      | 25   | +1.020          | 8,5   |
| 3º   | 2  | Davide Tardozzi        | Bimota SpA                    | Bimota YB4      | 25   | +4.950          | 7,5   |
| 4º   | 26 | Roger Burnett          | Honda Britain                 | Honda RC30      | 25   | +10.240         | 6,5   |
| 5º   | 73 | Fred Merkel            | RCM                           | Honda RC30      | 25   | +21.510         | 5,5   |
| 6º   | 83 | Fabrizio Pirovano      | Moto Club Carate Brianza      | Yamaha FZR750   | 25   | +28.480         | 5     |
| 7º   | 90 | René Rasmussen         |                               | Suzuki GSX-R750 | 25   | +36.040         | 4,5   |
| 8º   | 21 | Paul Iddon             | Pee Jay Racing                | Bimota YB4      | 25   | +50.580         | 4     |
| 9º   | 70 | Ernst Gschwender       | Suzuki Motor GmbH Deutschland | Suzuki GSX-R750 | 25   | +1:00.870       | 3,5   |
| 10º  | 8  | Jari Suhonen           | Arwidson Racing               | Yamaha FZR750   | 25   | +1:05.310       | 3     |
| 11º  | 1  | Virginio Ferrari       | Moto Club Milano              | Honda RC30      | 25   | +1:05.420       | 2,5   |
| 12º  | 7  | Anders Andersson       | Suzuki Sweden                 | Suzuki GSX-R750 | 25   | +1:07.030       | 2     |
| 13º  | 95 | Éric Delcamp           | Kawasaki France               | Kawasaki GPX750 | 25   | +1:20.110       | 1,5   |
| 14º  | 5  | Peter Rubatto          | Hein Gericke                  | Bimota YB4      | 25   | +1:25.680       | 1     |
| 15º  | 46 | Jean-Louis Guignabodet |                               | Honda RC30      | 25   | +1:40.190       | 0,5   |
| 16º  | 31 | Steve Williams         | Fowler Yamaha DTR             | Bimota YB4      | 25   | +1:41.750       |       |
| 17º  | 23 | Robert Dunlop          | PJ O'Kane Racing              | Honda RC30      | 25   | +2:01.100       |       |
| 18º  | 88 | Dave Leach             |                               | Yamaha FZR750   | 24   | +1 giro         |       |
| 19º  | 39 | Peter Sköld            |                               | Honda RC30      | 24   | +1 giro         |       |
| 20º  | 63 | Ernst Riepl            | Jung Kawasaki                 | Kawasaki GPX750 | 24   | +1 giro         |       |
| 21º  | 28 | Urs Portmann           |                               | Yamaha FZR750   | 24   | +1 giro         |       |
| 22º  | 34 | Claudio Biesele        | Mitsui Yamaha Racing          | Bimota YB4      | 24   | +1 giro         |       |
| 23º  | 75 | Esko Kuparinen         |                               | Kawasaki GPX750 | 24   | +1 giro         |       |
| 24º  | 87 | Helmut Stichaller      | Honda Mautner                 | Honda RC30      | 22   | +3 giri         |       |

### Ritirati
| Nº | Pilota            | Squadra                       | Motocicletta    | Giri |
| -- | ----------------- | ----------------------------- | --------------- | ---- |
| 62 | Klaus Caspers     |                               | Suzuki GSX-R750 | 21   |
| 15 | Marco Lucchinelli | Ducati Team Lucky             | Ducati 851      | 20   |
| 4  | Mark Phillips     | Loctite Yamaha                | Bimota YB4      | 19   |
| 10 | Michael Galinski  | Mitsui Yamaha Racing          | Bimota YB4      | 14   |
| 22 | Andy McGladdery   |                               | Suzuki GSX-R750 | 12   |
| 3  | Joey Dunlop       | Shell Gemini Oil              | Honda RC30      | 12   |
| 69 | Bernd Caspers     | Suzuki Motor GmbH Deutschland | Suzuki GSX-R750 | 6    |
| 94 | Manuel João       | Sagres Racing                 | Suzuki GSX-R750 | 5    |
| 37 | Walter Oswald     |                               | Honda VFR750    | 4    |
| 12 | Árpád Harmati     | MAMS                          | Yamaha FZR750   | 3    |
| 58 | Gianni Maran      | Speed Shadows Racing          | Bimota YB4      | 2    |
| 14 | Árpád Juhos       | MAMS                          | Yamaha FZR750   | 1    |
| 54 | Danilo Stocca     |                               | Yamaha FZ750    | 1    |

### Non partiti
| Nº | Pilota            | Squadra          | Motocicletta    |
| -- | ----------------- | ---------------- | --------------- |
| 33 | Mario Rubatto     |                  | Suzuki GSX-R750 |
| 50 | José Maria Pardo  | Gabi Competición | Yamaha FZR750   |
| 35 | Hans Wallnstorfer | MRSC Gunskirchen | Suzuki GSX-R750 |
| 30 | Dietmar Marehardt |                  | Bimota YB4      |